# 帕纳佐勒
帕纳佐勒（法語：Panazol，法語發音：[panazɔl]），法国中南部城市，新阿基坦大区上维埃纳省的一个市镇，隶属于利摩日区，其市镇面积为20.05平方公里，2022年1月1日时人口数量为11,207人，是该省人口第三多的市镇，在法国城市中排名第917位。
帕纳佐勒位于上维埃纳省中部，维埃纳河左岸，距离省会利摩日市区大约5公里，是利摩日东北部的一个近郊卫星城，其境内建有集中式居民区。

## 地名来源
“Panazol”一名的起源及含义尚有待考证。当地民间有人认为其名称与拉丁语单词“Pan”和“Sol”有关，并由此建立了“Pain & Soleil”地方文化联盟。
帕纳佐勒所处区域在19世纪以前曾通行奥克语利穆赞方言，“Panazol”对应的奥克语拼写为。

## 历史

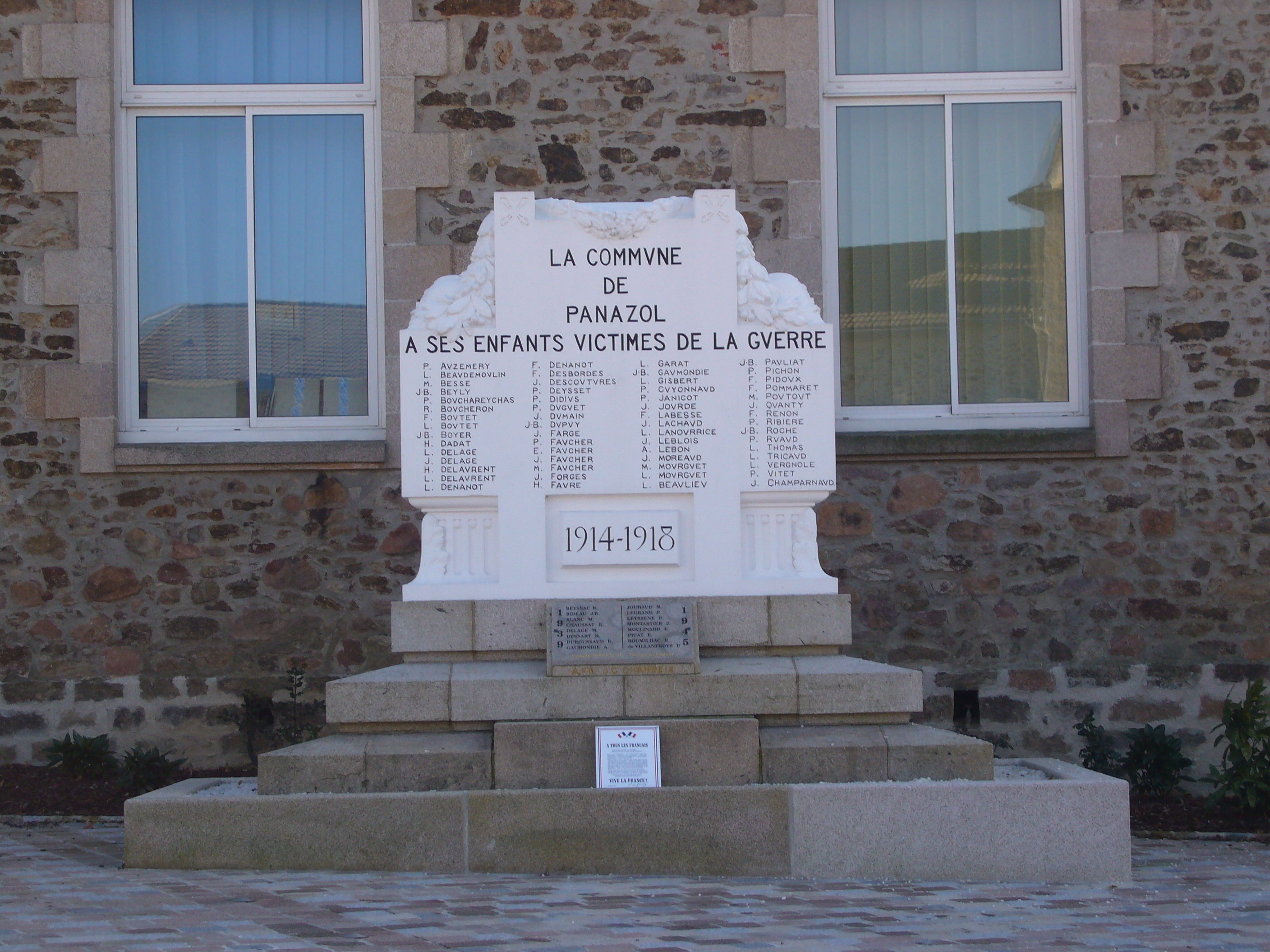
帕纳佐勒烈士纪念碑

帕纳佐勒的早期历史尚不清楚，当地曾在1903年的一次考古发掘中发现史前人类活动遗迹。中世纪时，一条沿维埃纳河左岸延伸的道路由此通过（现为省道D941线），该道路可能为里昂—桑特道路的组成部分。中世纪时，帕纳佐勒长期为利摩日附近的一处普通村落，其所处区域为圣马夏尔修道院的一处领地。法国大革命后，帕纳佐勒成为上维埃纳省的一个市镇。工业革命期间，帕纳佐勒境内出现了少许工业部门，但直至第二次世界大战结束，当地尚为一个人口数量不足两千的农业市镇。20世纪60年代，随着利摩日的城市扩张，帕纳佐勒被规划为该市的一个近郊卫星居民区，当地兴建了多处居民建筑，包括集中式的高层居民楼。2012年，帕纳佐勒获得了由联合国儿童基金会和法国市政联盟共同颁发的“儿童友好城市”（ville amie des enfants）的称号。

## 地理

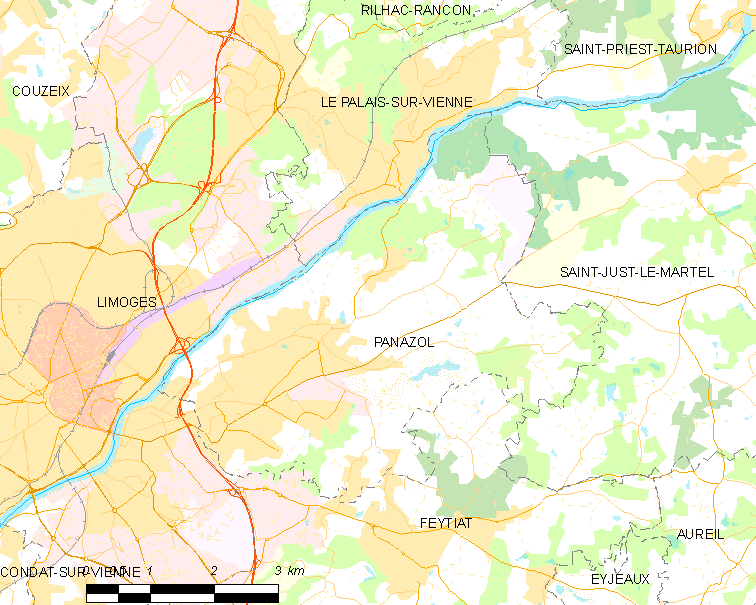
帕纳佐勒市镇范围地图

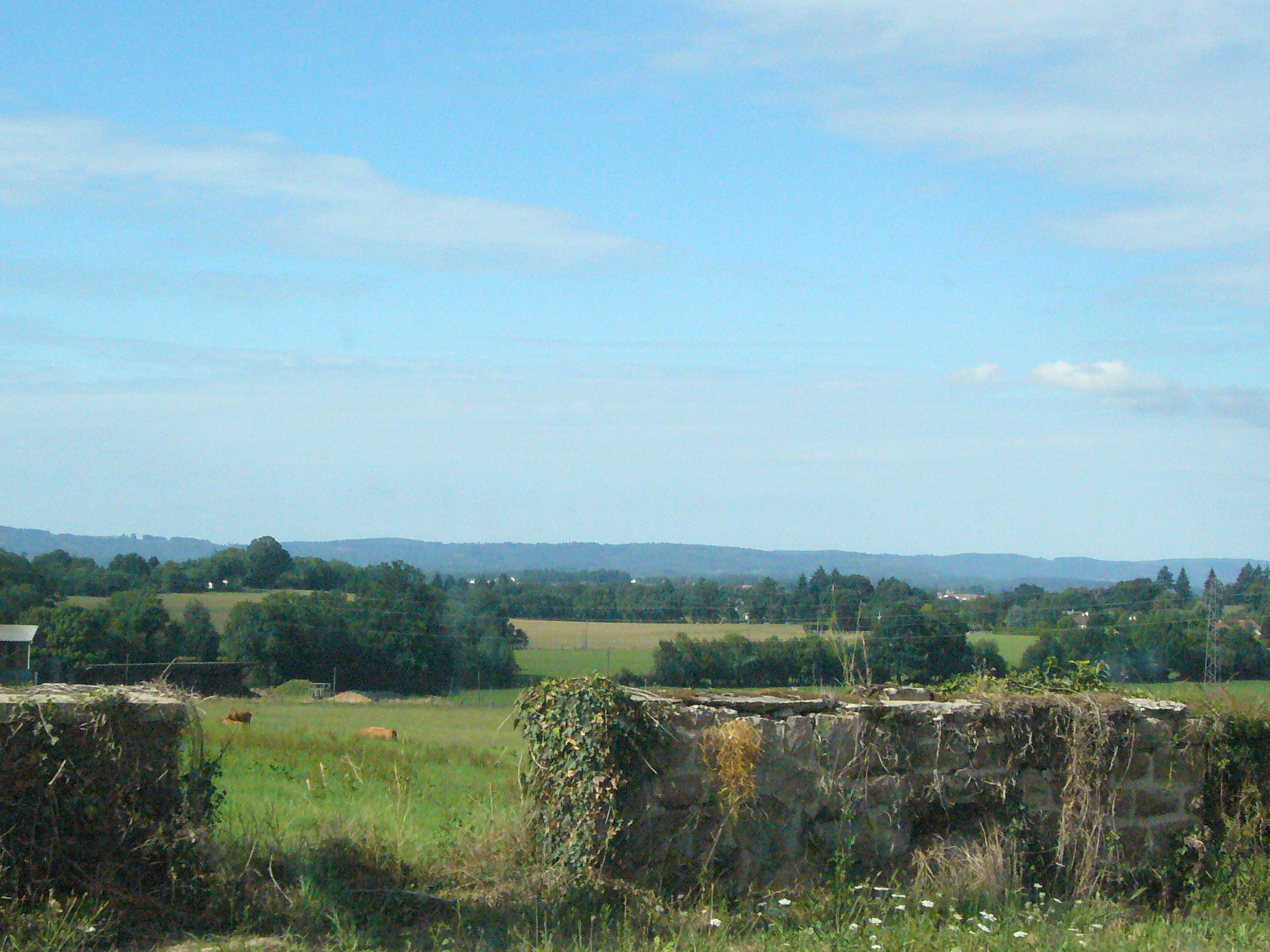
帕纳佐勒附近的自然景观

帕纳佐勒位于法国中部偏西南，新阿基坦大区东北部和上维埃纳省中部，距离省会利摩日大约5公里。与帕纳佐勒接壤的市镇包括：利摩日、维埃纳河畔勒帕莱、费蒂亚和圣瑞斯特勒马尔泰勒。

### 地形
帕纳佐勒位于法国中央高原西部腹地，其附近区域被称为“维埃纳河地区”。帕纳佐勒境内以丘陵为主，市镇中心位于一处缓丘地带，地势自西南向东和向北缓慢抬升，全境海拔在215到351米之间。

### 水文
维埃纳河干流自东北向西南流经帕纳佐勒西北部市界，其左岸支流欧泽特河自东向西流经市镇范围南部，此外帕纳佐勒境内还有多处水塘分布，其中科尔德拉湖（Étang de Cordelas）占地约10公顷，是当地面积最大的湖泊。

### 植被
帕纳佐勒属于温带阔叶混交林区，镇中心的帕纳佐勒公园（Parc de Panazol）是当地主要的城市绿地，林地则多分布于市镇范围东部地区。
在鲜花城市的评比中，帕纳佐勒被评为2星级鲜花城市。

### 气候
帕纳佐勒在柯本气候分类法中属于温带海洋性气候，因其距离海岸线距离相对较远，故当地气候又有一定的大陆性特征。
距离帕纳佐勒最近的常年气象站位于利摩日贝勒加德机场附近，以下为该气象站的详细数据：
| 利摩日 1981年－2019年 | 利摩日 1981年－2019年 | 利摩日 1981年－2019年 | 利摩日 1981年－2019年 | 利摩日 1981年－2019年 | 利摩日 1981年－2019年 | 利摩日 1981年－2019年 | 利摩日 1981年－2019年 | 利摩日 1981年－2019年 | 利摩日 1981年－2019年 | 利摩日 1981年－2019年 | 利摩日 1981年－2019年 | 利摩日 1981年－2019年 | 利摩日 1981年－2019年 |
| 月份                  | 1月                   | 2月                   | 3月                   | 4月                   | 5月                   | 6月                   | 7月                   | 8月                   | 9月                   | 10月                  | 11月                  | 12月                  | 全年                  |
| --------------------- | --------------------- | --------------------- | --------------------- | --------------------- | --------------------- | --------------------- | --------------------- | --------------------- | --------------------- | --------------------- | --------------------- | --------------------- | --------------------- |
| 历史最高温 °C（°F）   | 20 (68)               | 23.1 (73.6)           | 24.7 (76.5)           | 27.8 (82.0)           | 29.8 (85.6)           | 36.2 (97.2)           | 37.9 (100.2)          | 37.2 (99.0)           | 32.6 (90.7)           | 27.3 (81.1)           | 23 (73)               | 18.3 (64.9)           | 37.9 (100.2)          |
| 平均高温 °C（°F）     | 6.9 (44.4)            | 8.3 (46.9)            | 11.5 (52.7)           | 14.1 (57.4)           | 18 (64)               | 21.4 (70.5)           | 23.9 (75.0)           | 23.8 (74.8)           | 20.4 (68.7)           | 16.1 (61.0)           | 10.4 (50.7)           | 7.6 (45.7)            | 15.2 (59.4)           |
| 日均气温 °C（°F）     | 4.2 (39.6)            | 5 (41)                | 7.7 (45.9)            | 10 (50)               | 13.8 (56.8)           | 17 (63)               | 19.3 (66.7)           | 19.1 (66.4)           | 16 (61)               | 12.5 (54.5)           | 7.4 (45.3)            | 4.9 (40.8)            | 11.4 (52.5)           |
| 平均低温 °C（°F）     | 1.5 (34.7)            | 1.7 (35.1)            | 3.9 (39.0)            | 5.9 (42.6)            | 9.5 (49.1)            | 12.6 (54.7)           | 14.6 (58.3)           | 14.5 (58.1)           | 11.7 (53.1)           | 9 (48)                | 4.5 (40.1)            | 2.2 (36.0)            | 7.6 (45.7)            |
| 历史最低温 °C（°F）   | −19.2 (−2.6)          | −15 (5)               | −9.6 (14.7)           | −5 (23)               | −8 (18)               | 4 (39)                | 7.2 (45.0)            | 2 (36)                | 0 (32)                | −2.6 (27.3)           | −11 (12)              | −10.6 (12.9)          | −19.2 (−2.6)          |
| 平均降水量 mm（）     | 91.9 (3.62)           | 79.8 (3.14)           | 78.7 (3.10)           | 90.8 (3.57)           | 95.7 (3.77)           | 77.5 (3.05)           | 65.6 (2.58)           | 75 (3.0)              | 74.1 (2.92)           | 93.4 (3.68)           | 101.3 (3.99)          | 99.7 (3.93)           | 1,023.5 (40.30)       |
| 月均日照時數          | 86                    | 104                   | 156.8                 | 167.7                 | 204.9                 | 227.4                 | 238.2                 | 231                   | 191.5                 | 133.3                 | 81.4                  | 77.6                  | 1,899.8               |
| 来源：infoclimat.fr   |                       |                       |                       |                       |                       |                       |                       |                       |                       |                       |                       |                       |                       |

## 行政区划
帕纳佐勒的市镇编号为87114，邮政编号为87350。
在行政管理方面，帕纳佐勒隶属于法国新阿基坦大区上维埃纳省利摩日区；在地方选举方面，帕纳佐勒是帕纳佐勒县的中央投票站所在地，其市镇范围全境被划入上维埃纳省第一选区；在社会管理方面，帕纳佐勒是利摩日都会城市公共社区的组成部分。
法国国家统计与经济研究所（简称）在进行数据统计时，将帕纳佐勒及相邻的另外8个市镇设为利摩日城市核心区（2020年扩充至共10个，并将包括核心区在内的周边共96个市镇划为利摩日城市区。自2020年起，利摩日城市区被包含127个市镇的利摩日城市辐射区代替。此外，还将帕纳佐勒市镇分为了4个“块区”（IRIS），以便于统计人口分布情况。

## 交通

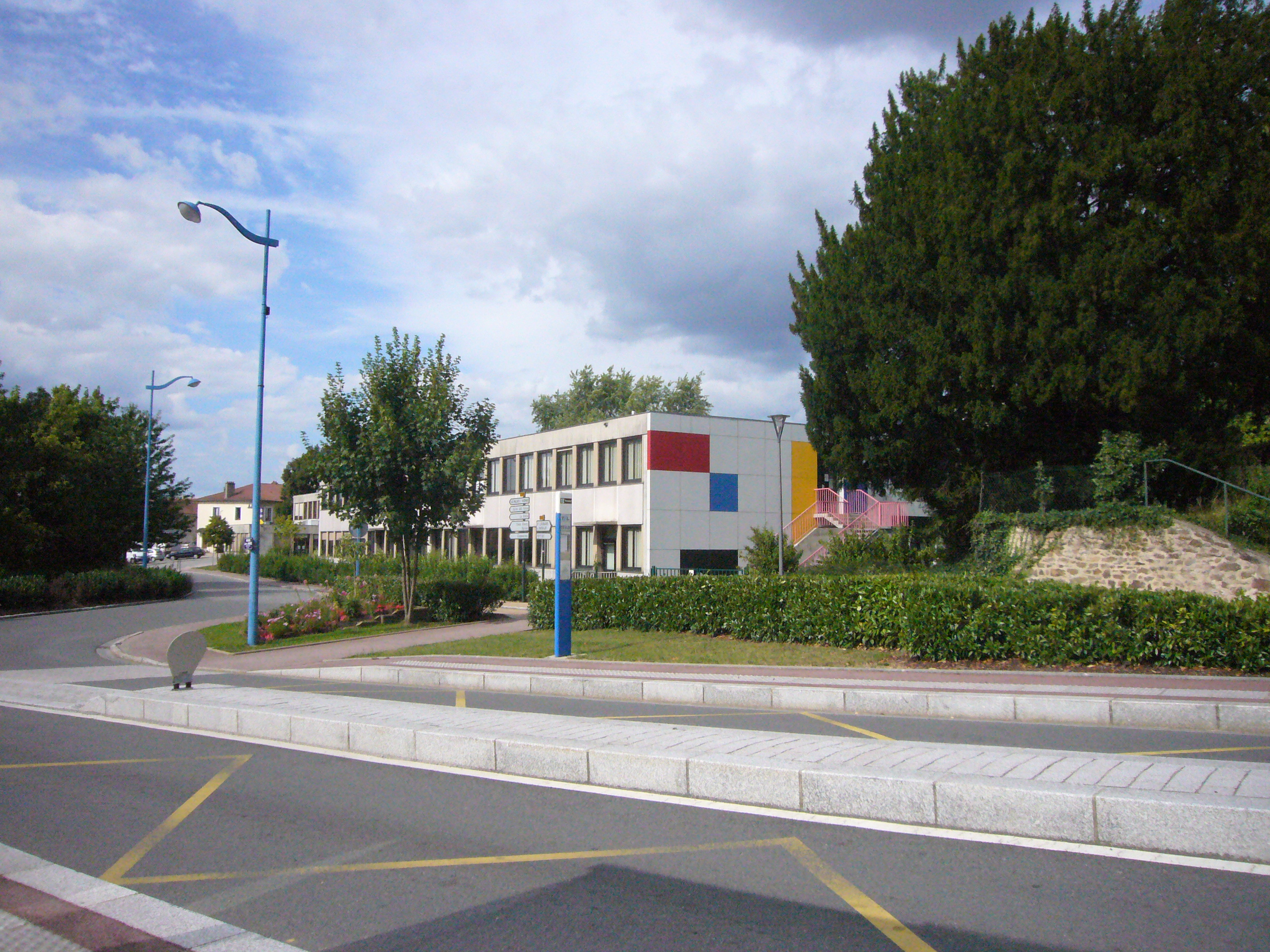
帕纳佐勒的一处公交车站

### 公路
上维埃纳省省道D140线、D224线和D941线在帕纳佐勒境内交汇。新阿基坦大区下属的城际客运提供巴士线路，可前往周边部分市镇。
| 34 | 2.5 |

| 35 | 4.4 |

| 利摩日 | 5 |

| 库泽克斯 | 11 |

| 盖雷 | 77 |

| 埃姆捷 | 41 |

| 布尔加讷夫 | 45 |

| 圣莱奥纳尔-德诺布拉 | 16 |

2018年，87.5%的帕纳佐勒家庭拥有至少一辆私人汽车。2019年，帕纳佐勒境内共发生各类交通事故15起，造成22人受伤。

### 铁路
距离帕纳佐勒最近的客运铁路车站为位于利摩日市区的利摩日本笃会站，该站停靠往返于巴黎和图卢兹之间的城际列车，以及前往沙托鲁、蒙吕松、布里夫、于塞勒、普瓦捷、佩里格及圣伊里耶拉佩尔什等方向的区域列车。

### 航空
距离帕纳佐勒最近的民用航空站为利摩日机场，距离帕纳佐勒市中心的公路里程约14公里。

### 城市公共交通
帕纳佐勒是利摩日城市公共交通（商业名称为）的服务范围，后者是利摩日都会城市公共社区的城市公共交通系统。截至2022年8月，该系统共包括47条公交线路，其中无轨电车1路和公交12路、34路、61路经过了帕纳佐勒市区。

## 政治

### 市政内阁

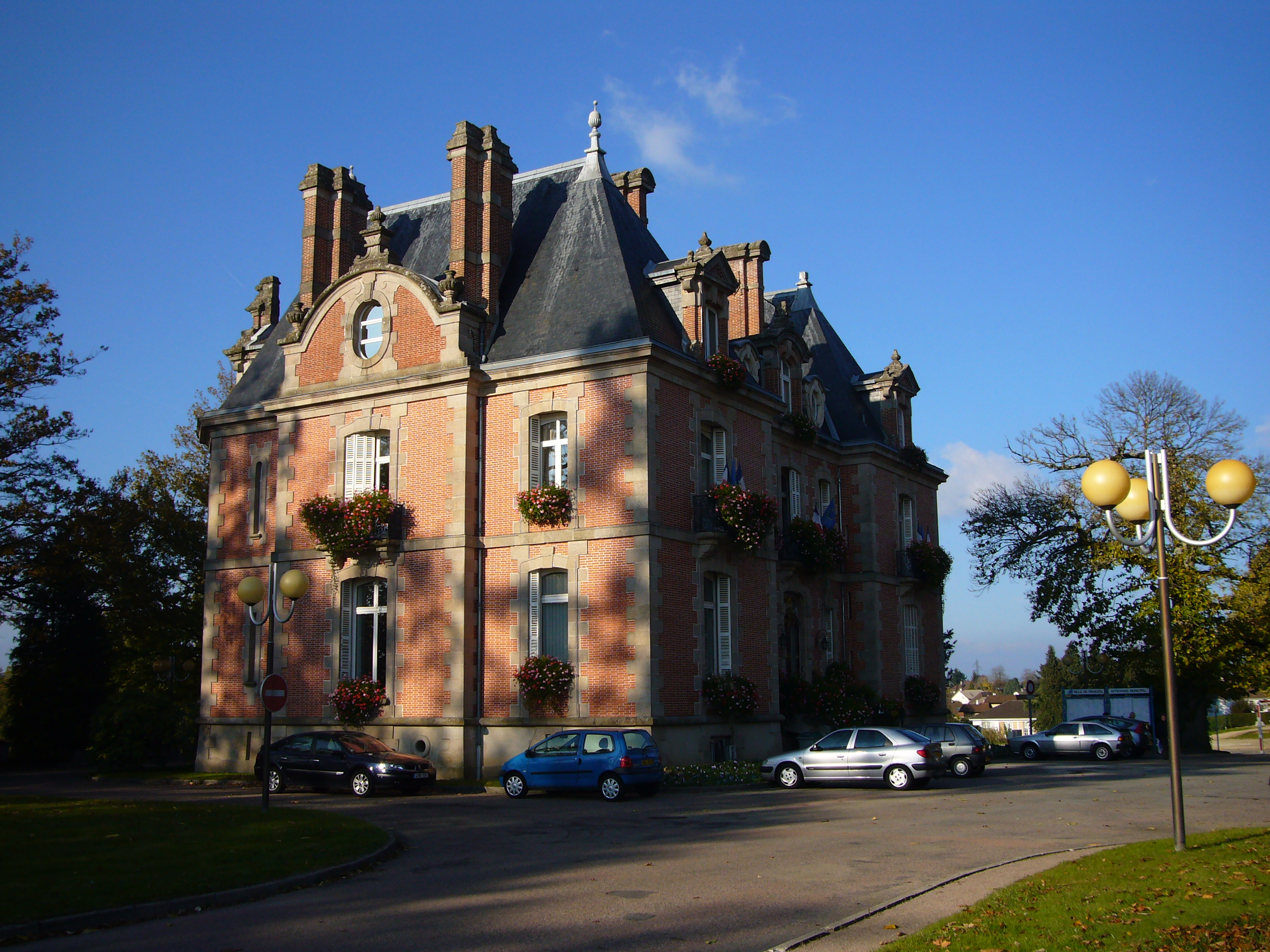
帕纳佐勒市政厅

帕纳佐勒的现任市长为法比安·杜塞先生（Fabien DOUCET），他是一名中间派，在2020年的市政选举中获得了53.65%的支持率。
| 帕纳佐勒历届市长 | 帕纳佐勒历届市长                | 帕纳佐勒历届市长               |
| 任期             | 市长                            | 党派                           |
| ---------------- | ------------------------------- | ------------------------------ |
| 1944年－1977年   | Pierre GUILLOT 皮埃尔·居约      | SFIO工人国际法国支部 →PS社会党 |
| 1977年－1979年   | Louisette BOYER 路易塞特·布瓦耶 | PS社会党                       |
| 1979年－1989年   | René DEMARTY 勒内·德马尔蒂      | PS社会党                       |
| 1989年－2008年   | Bernard DELAGE 贝尔纳·德拉日    | PS社会党                       |
| 2008年－2020年   | Jean-Paul DURET 让-保罗·迪雷    | DVG左翼无党派人士              |
| 2020年－         | Fabien DOUCET 法比安·杜塞       | DVC混杂中间派                  |

### 各级选举
| 帕纳佐勒历届投票选举结果 | 帕纳佐勒历届投票选举结果 | 帕纳佐勒历届投票选举结果 | 帕纳佐勒历届投票选举结果 | 帕纳佐勒历届投票选举结果          | 帕纳佐勒历届投票选举结果 | 帕纳佐勒历届投票选举结果 | 帕纳佐勒历届投票选举结果          | 帕纳佐勒历届投票选举结果 | 帕纳佐勒历届投票选举结果 |
| 选举项目                 | 选举范围                 | 选区单位                 | 选区单位内的选举结果     | 选区单位内的选举结果              | 选区单位内的选举结果     | 选区单位内的选举结果     | 选区单位内的选举结果              | 选区单位内的选举结果     | 参考资料                 |
| 选举项目                 | 选举范围                 | 选区单位                 | 第一轮胜出者             | 第一轮胜出者                      | 支持率                   | 第二轮胜出者             | 第二轮胜出者                      | 支持率                   | 参考资料                 |
| ------------------------ | ------------------------ | ------------------------ | ------------------------ | --------------------------------- | ------------------------ | ------------------------ | --------------------------------- | ------------------------ | ------------------------ |
| 2017年法國總統選舉       | 法國                     | 市镇                     |                          | 埃马纽埃尔·马克龙                 | 33.19%                   |                          | 埃马纽埃尔·马克龙                 | 77.19%                   | [ 22 ]                   |
| 2017年法国立法选举       | 上维埃纳省第一选区       | 市镇                     |                          | 索菲·博杜安-于比耶尔              | 40.91%                   |                          | 索菲·博杜安-于比耶尔              | 63.33%                   | [ 22 ]                   |
| 2019年欧洲议会选举       | 法國                     | 市镇                     |                          | 娜塔莉·卢瓦索                     | 28.44%                   | （不适用）               | （不适用）                        | （不适用）               | [ 24 ]                   |
| 2021年法国省级选举       | 上维埃纳省               | 县                       |                          | 帕斯卡·比西耶尔 伊萨贝尔·娜格里耶 | 52.26%                   |                          | 帕斯卡·比西耶尔 伊萨贝尔·娜格里耶 | 57.29%                   | [ 25 ]                   |
| 2021年法国省级选举       | 上维埃纳省               | 市镇                     |                          | 帕斯卡·比西耶尔 伊萨贝尔·娜格里耶 | 63.45%                   |                          | 帕斯卡·比西耶尔 伊萨贝尔·娜格里耶 | 67.66%                   | [ 25 ]                   |
| 2021年法国大区选举       |                          | 市镇                     |                          | 阿兰·鲁塞                         | 28.65%                   |                          | 阿兰·鲁塞                         | 34.98%                   | [ 26 ]                   |
| 2022年法国总统选举       | 法國                     | 市镇                     |                          | 埃马纽埃尔·马克龙                 | 32.2%                    |                          | 埃马纽埃尔·马克龙                 | 64.62%                   | [ 22 ]                   |
| 2022年法国立法选举       | 上维埃纳省第一选区       | 市镇                     |                          | 索菲·博杜安-于比耶尔              | 36.85%                   |                          | 索菲·博杜安-于比耶尔              | 56.29%                   | [ 22 ]                   |

## 人口
2019年，帕纳佐勒市镇人口数量为10,974，在法国排名第917位。其中男性4,922人，女性5,978人，75岁及以上人口占13.7%，外籍人口数量为210人，人口密度为544人/平方公里，当地居民被称为（男性）或（女性）。2020年，帕纳佐勒境内出生86人，死亡人口122人。
| 帕纳佐勒1901年－2019年人口变化情况 |
|                                    |
| 数据来源：Cassini、INSEE           |

## 经济

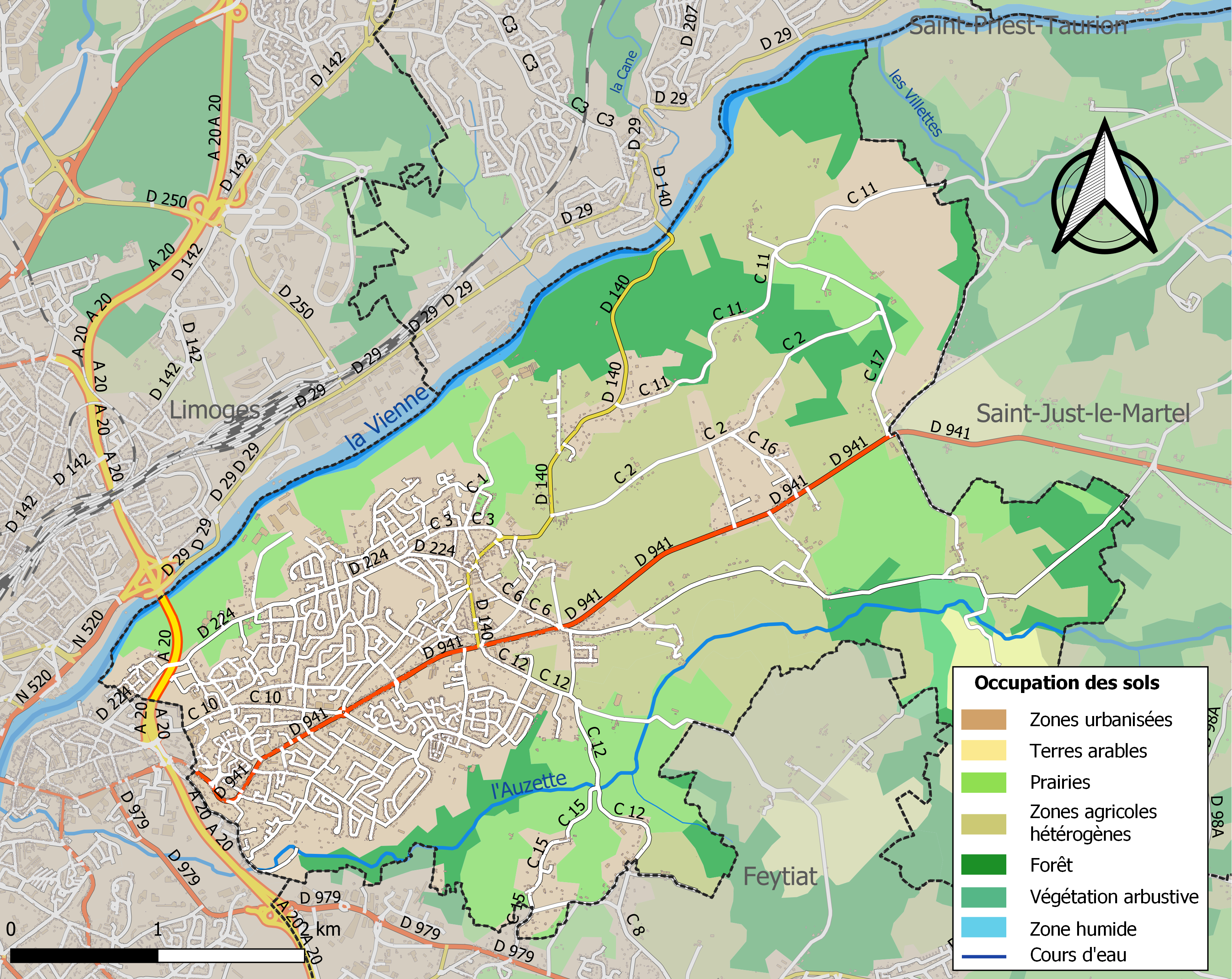
帕纳佐勒土地利用情况地图

帕纳佐勒是利摩日附近的一个近郊卫星城。截止2022年8月，帕纳佐勒市镇范围内共有各类用人单位（包含自雇）1,063家，平均历史为15年，其中99.65%为中小型企业（PME），2022年6月至8月间，当地的经济活力指数为1.41%。（小型汽车维修）、（财务）及（生活垃圾处理）是当地2021年营业额最高的三个企业，分别为3,040,124欧元、309,858欧元和185,329欧元。

## 财政与居民收入
2020年，帕纳佐勒的财政收入总额为10,683,600欧元，财政支出总额为9,654,960欧元，当年的债务总额为7,238,480欧元。2021年，帕纳佐勒市镇共获得1,414,202欧元的国家财政补助，比上一年减少了0.27%。
2019年，帕纳佐勒的人均月收入总额为2,370欧元，其中高级职员为4,153欧元，低于法国平均水平（4,230欧元）；中级职员为2,338欧元，低于法国平均水平（2,411欧元）；普通职员为1,696欧元，亦低于法国平均水平（1,740欧元）。
2018年，帕纳佐勒境内的青壮年（15至64岁）失业率为10.3%，当地57.3%的家庭拥有纳税资格，平均纳税3,452欧元，低于法国平均水平（3,910欧元）。

## 社会事务

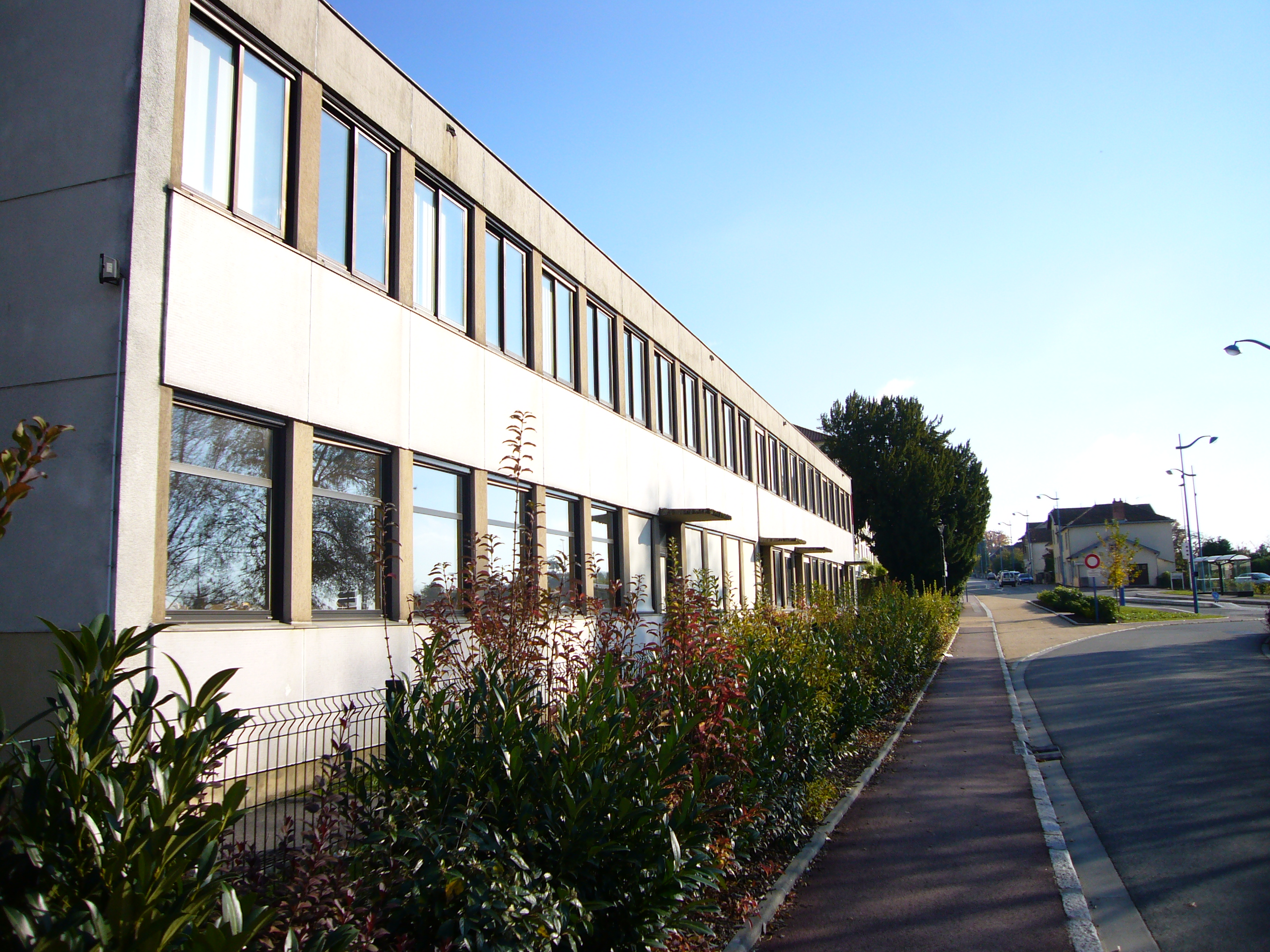
帕纳佐勒的一所学校

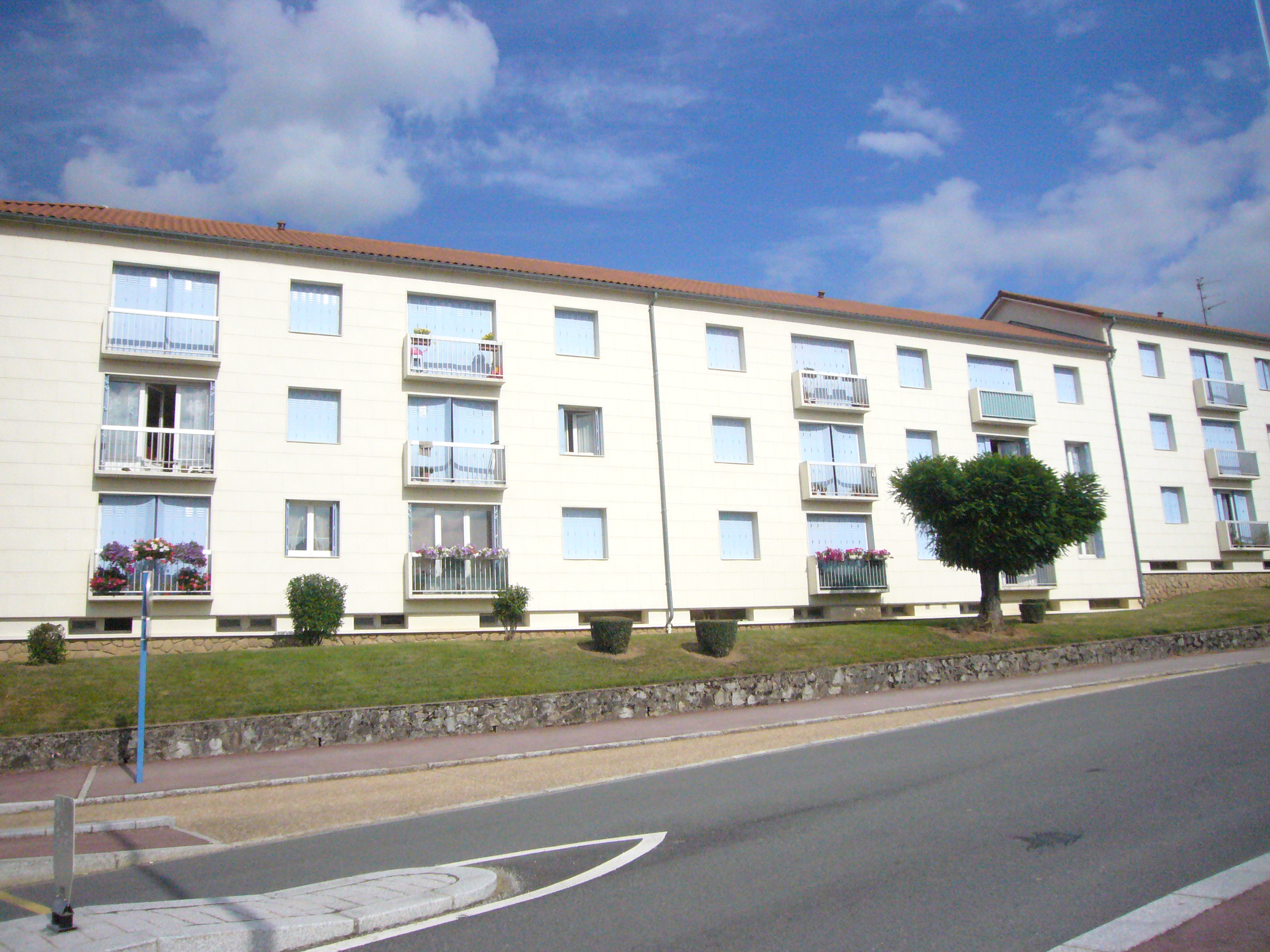
帕纳佐勒的现代居民建筑

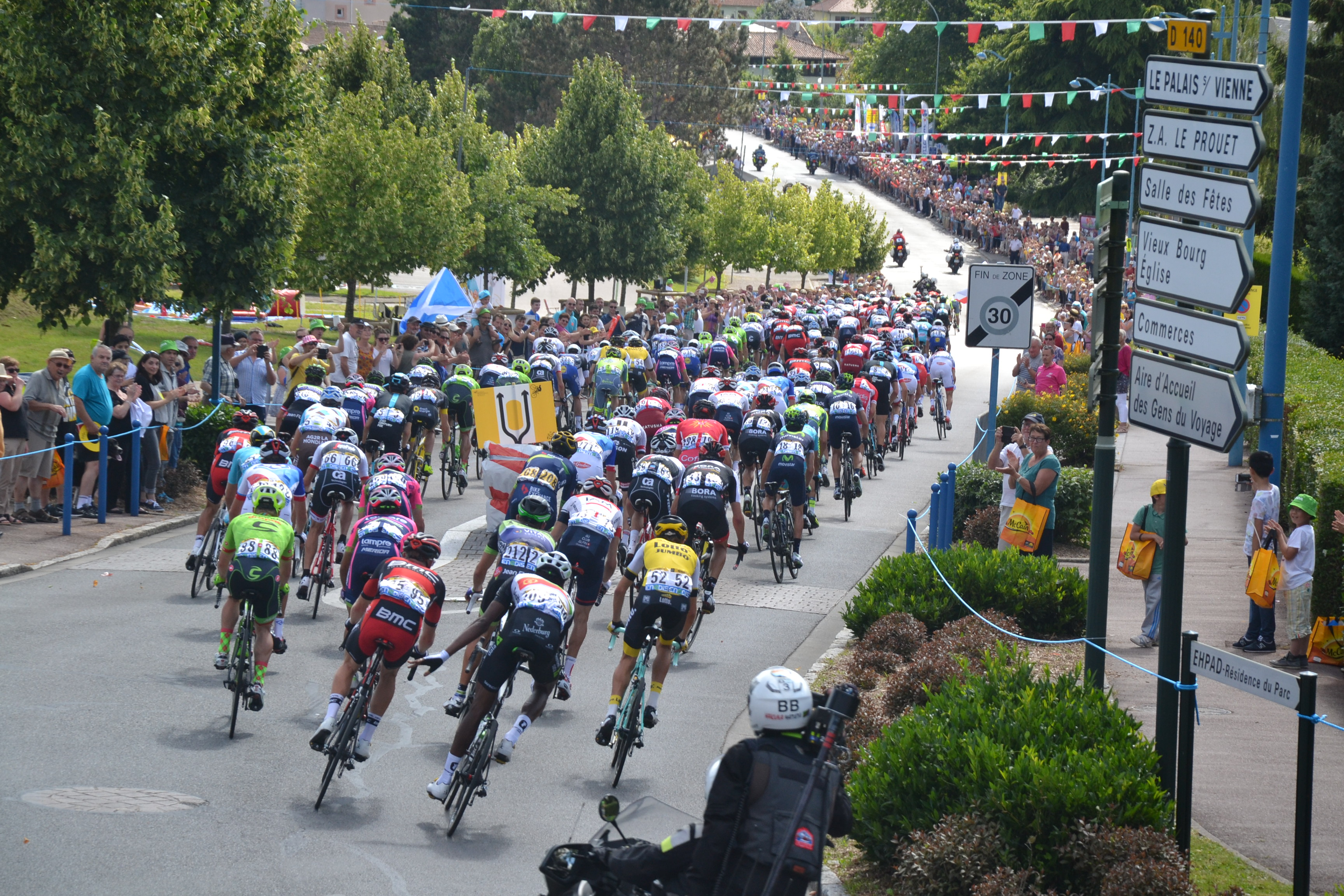
途径帕纳佐勒的2016年环法自行车赛

### 教育
帕纳佐勒属于利摩日学区。截止2020年1月1日，帕纳佐勒境内共有2所幼儿园和2所小学。

### 医疗
截止2020年1月1日，帕纳佐勒境内共有全科医生6名、保健师11名、牙医7名和护士18名。境内共有药房3家、养老院1家、残疾人帮扶中心3家。
距离帕纳佐勒最近的区域性医疗机构为利摩日大学中心医院，后者是法国的一个大学教学医院，其主病区迪皮特朗大学中心医院（CHU Dupuytren）位于利摩日市区西南部，距离帕纳佐勒市区的正常车程约13分钟，该院设有床位892个，是当地规模最大的公立综合性医院。

### 住房
2018年，帕纳佐勒境内共有各类住房5,080套，其中82.2%为独立式居民区，17.8%为集中式居民区。常住房屋占帕纳佐勒市镇范围内居民建筑总量的95.6%。
在住房保障政策方面，2020年，帕纳佐勒境内共有707户家庭获得了住房经济补助，受益人数占总人口数量的6.4%，其中662份为房租补助。

### 商业
2019年，帕纳佐勒境内共有各类实体商铺151家，其中餐厅14家、大型超市3家、面包房3家、肉铺1家、书店3家、银行门店8家、美容美发店8家、汽车维修店15家。市中心建有Intermarché、Aldi、Casino等购物商场。

### 体育
2020年，帕纳佐勒境内共有2间体育馆、2座综合体育场、9处网球场、1处马术场、2处足球或橄榄球场、2处篮球或排球场以及1处高尔夫球场。
截至2022年8月，帕纳佐勒体育联盟（AS Panazol，编号507113）是当地唯一的注册足球俱乐部，其主队2022至2023赛季参加新阿基坦大区足球联赛甲组（法国第六级别），其主场为费尔南·瓦利耶尔球场（Stade Fernand Valière）。
2016年环法自行车赛第五赛程日（2016年7月6日）经过帕纳佐勒。

### 环境
帕纳佐勒的环境事务由其所属的利摩日都会城市公共社区联合各级政府协调负责。2019年，帕纳佐勒境内暂无污染企业。

### 治安
2019年，帕纳佐勒市镇范围内共有1处派出所。
帕纳佐勒及其附近的共7个市镇是利摩日警区（zone police de Limoges）的管辖范围。2020年，该警区累计记录各类案件7,408起，其中盗窃类案件3,786起，经济类案件1,207起，毒品交易类案件505起。

## 文化

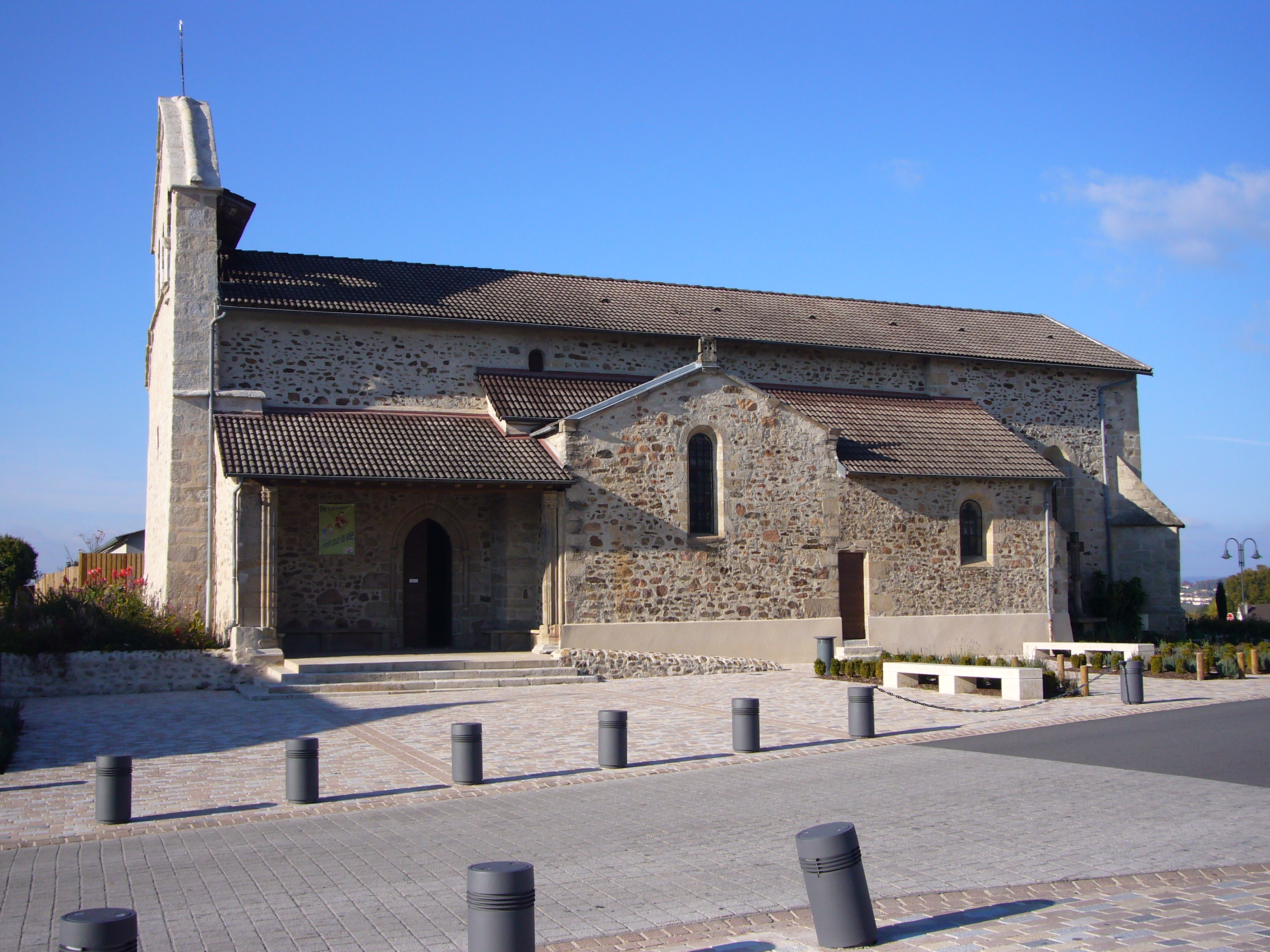
圣伯多禄埃斯利安教堂

2020年，帕纳佐勒境内有1家音乐厅。帕纳佐勒市政府提供多媒体中心，每周一至六向公众开放。

### 建筑
帕纳佐勒境内有多处历史建筑，其中圣伯多禄埃斯利安教堂（Église Saint-Pierre-ès-Liens de Panazol）为法国国家文物保护单位，也是当地的地标性建筑物。

### 旅游
帕纳佐勒的旅游事务由其所属的利摩日都会城市公共社区负责。2021年，帕纳佐勒境内暂无任何游客接待设施。

### 媒体
法国主要的媒体均可在帕纳佐勒接收，法国电视三台下属的新阿基坦大区频道在部分时段播出帕纳佐勒所属区域的地方新闻。蓝色法兰西利穆赞频道、云雀广播、《中央人民报》等是当地主要的地方性媒体。

## 友好城市
截至2022年8月，帕纳佐勒共与三座城市互为友好城市关系：
- 德国 马克特埃尔巴赫
- 西班牙 皮卡尼亚
- 塞内加尔 Diofior